# 延吉大桥
延吉大桥是位于中国吉林省延边朝鲜族自治州延吉市内的跨越布尔哈通河的桥梁。

## 建设历史
原跨越布尔哈通河连接河南街和光明街的延吉桥始建于20世纪30年代，承载着延吉市约40%的交通运输量。然而，由于延吉桥建设年代久远，在21世纪初被认定为危桥。加之延吉市的机动车保有量迅速增加，因此延吉市市委、市政府决定于2010年对延吉大桥进行重建。2009年12月25日，延吉大桥重建工程项目合作签约仪式在延吉市白山大厦举行。延吉大桥由天津市市政设计研究院设计，中国建筑第六工程局承建，工程总投资约为1.1亿元人民币。受工程影响，原先经延吉桥行驶的共计21个公交线路在重建期间被迫改路至其他桥梁。
2010年1月12日，延吉桥正式开始拆除，并于2月19日拆除完成。同年3月1日，延吉大桥建设工程正式启动。考虑到延吉大桥的重建工程还在继续，为方便市民出行，延吉市住房和城乡建设局于4月17日启动了便桥修建工程，在延虹桥东侧修建一座宽约4米的临时便桥供市民出行。同年12月1日，延吉大桥竣工并正式开通。竣工当日，除48路公交线路之外，其余20个因重建工程而改线的公交线路将恢复原路线，经由延吉大桥跨越布尔哈通河。
2011年8月，延吉大桥沥青混凝土面层铺筑工作正式启动，工期为3天。2012年4月，为迎接延边州成立60周年，延吉大桥到延新桥之间的布尔哈通河北岸建设了长约1110米的河道景观带，于同年8月正式结束。

## 配套建设
在延吉大桥的两端，共设计了4个形状为弧形的广场。这些广场均以中国朝鲜族的传统歌舞为主题，以雕塑作为中心，为延吉市市民休憩提供了场所。

## 荣誉
2017年9月5日，延吉大桥以百年大桥的身份被延吉市人民政府评为延吉市首批文化景址之一，并于翌日正式授牌。